# Якимовское (Московская область)
Якимовское — деревня в городском округе Кашира Московской области.

## География
Находится в южной части Московской области на расстоянии приблизительно 23 км на юг-юго-восток по прямой от железнодорожной станции Кашира.

## История
Известна с 1571 года как погибшая после набега Девлет-Гирея и ставшая пустошью. В XVI веке была построена деревянная Успенская церковь. Ю
Административно входила в состав Козловской волости Каширского уезда.
До 2015 года входила в состав сельского поселения Домнинского Каширского района.

## Население
Постоянное население составляло 7 человек в 2002 году (русские 100 %), 4 в 2010.